# Constantin Silvestri
Constantin Silvestri (n. 31 mai 1913, București, România – d. 23 februarie 1969, Londra, Anglia, Regatul Unit) a fost un dirijor, compozitor și pianist român, stabilit în Anglia din 1957 și naturalizat ca cetățean britanic din 1967.

## Studii
Începe studiul pianului din copilărie. Ulterior studiază la Conservatorul din București, cu Mihail Jora (compoziție) și cu Florica Musicescu (pian). Ca dirijor a fost un autodidact.

## Cariera artistică
La vârsta de zece ani debutează ca pianist. Ca dirijor debutează în 1930, la vârsta de 17 ani, alături de Orchestra simfonică a Radiodifuziunii din București, dirijând o compoziție proprie, Preludiu și fugă (Toccata).
În 1935 este distins cu Premiul de compoziție George Enescu. În același an, Constantin Silvestri devine Director muzical al Operei Române. În perioada postbelică este numit Director al Filarmonicii din București, în 1953. Deține ambele funcții până în 1956. În 1958 dirijrează premiera românească a operei Oedip de George Enescu, la Opera Română din București. În 1959 emigrează în Anglia, unde se va stabili la Bournemouth, primind cetățenie britanică în 1967.
Februarie 1957 marchează debutul său dirijoral în Anglia, la pupitrul Orchestrei Filarmonice din Londra și al Orchestrei "Philarmonia". Înregistrează un succes imediat, fiind reangajat chiar în aceeași stagiune. Ulterior susține concerte în Germania, Elveția, Italia și Olanda. Primele înregistrări efectuate la Paris îi aduc Marele Premiu al Discului al Academiei "Charles Cross".
În 1961 este numit dirijor principal al Orchestrei Filarmonice din Bournemouth (Anglia), la pupitrul căreia va rămâne până la sfârșitul vieții. Întreprinde numeroase turnee, dirijând în principalele centre muzicale din Europa, precum și în Japonia, Australia și America de Sud.
Moartea prematură a lui Constantin Silvestri, survenită într-un spital londonez, în 1969, ca urmare a unui cancer, a lăsat un gol în lumea muzicală internațională.

## Cariera didactică
În perioada 1948-1956, Constantin Silvestri a predat la Conservatorul din București, unde a creat o valoroasă clasă de dirijorat. Printre studenții săi se numără dirijorul Sergiu Comissiona.

## Creație muzicală originală
Compozițiile sale includ lucrări simfonice și muzică de cameră pentru diferite instrumente.

## Discografie
Discografia lui Constantin Silvestri este impresionantă, însumând peste o sută de înregistrări în fruntea marilor orchestre din lume.
- Silvestri - BBC Legends, 2007 (Constantin Silvestri la pupitrul Orchestrei Simfonice din Bournemouth)

## Distincții
- titlul de Maestru Emerit al Artei din Republica Populară Română (28 aprilie 1951)[9]
- titlul de Artist al poporului din Republica Populară Romînă (13 noiembrie 1956) „pentru merite excepționale în activitatea artistică”[10]